# أحمد مصطفى عبد الرازق
أحمد مصطفى محمد عبد الرازق دبلوماسي فلسطيني، عمل مندوبًا لدولة فلسطين لدى اليونسكو حتى عام 2005، وبين عامي 2006 و2013 سفيرًا لدى المجر، وبين عامي 2013 و2019 سفيرًا لدى جمهورية أيرلندا.